# Michel Reimon

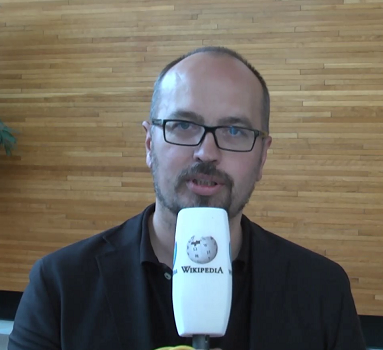
Michel Reimon (2014)

Michel Reimon (* 11. Juli 1971 in Eisenstadt) ist ein österreichischer Autor, ehemaliger Journalist, Kommunikationsberater und Politiker. Er war Spitzenkandidat der burgenländischen Grünen bei der Landtagswahl im Burgenland 2010 und ab Anfang Juli 2014 bis 2019 Mitglied des Europäischen Parlaments. Von Oktober 2019 bis Oktober 2024 war er Abgeordneter zum Nationalrat.

## Ausbildung
Reimon absolvierte die Volks- und Hauptschule im burgenländischen Siegendorf, bevor er die HTBLuVA Wien 5 Spengergasse besuchte und 1991 maturierte. 2001 startete er, an der Außenstelle der Universität Derby in Wien, ein Informatikstudium, welches er 2004 abschloss. Drei Jahre später startete er an der Universität Augsburg ein Studium im Bereich Organisationsentwicklung und -beratung. Einen Teil seines Studiums absolvierte er in den USA, wo er an der Johns-Hopkins-Universität und an der Columbia-Universität studierte. Das Studium konnte er 2009 mit dem Titel Master of Business Administration abschließen.

## Leben
Nach dem Studium arbeitete Reimon als selbstständiger Kommunikationsberater und Journalist. Zudem war er 2002 Pressesprecher der Initiative STOPP GATS, welche sich gegen das Freihandelsabkommen der WTO und damit gegen die fortschreitende Liberalisierung einsetzt. 2002 veröffentlichte er sein erstes Buch, Days of Action. Zusammen mit Christian Felber veröffentlichte er 2003 das Schwarzbuch Privatisierung. 2004 trat er den Grünen bei und wurde Pressesprecher des burgenländischen Landesverbandes.
Seit 2006 nimmt er zusätzlich einen Lehrauftrag an der Universität Wien im Fachgebiet Politische Kommunikation wahr, welcher sich 2008 auf den Bereich Interne Organisationskommunikation erweiterte. Zusätzlich erschien in diesem Jahr auch sein Buch Die sieben Todsünden der EU. Es folgte die Gründung des Demokratischen Salons im Jahr 2008. Der Demokratische Salon ist ein eingetragener gemeinnütziger Verein, welcher sich zum Ziel gesetzt hat, ein Volksbegehren für mehr direkte Demokratie zu initiieren. Hauptanliegen des Vereins ist eine Verfassungsänderung, die eine verpflichtende Volksbefragung bei allen Nationalratsbeschlüssen vorsieht, gegen die ein Volksbegehren mit zumindest 100.000 Unterzeichnern eingebracht wurde.
Am 30. Jänner 2010 wurde er bei der 34. Landesversammlung der Grünen Burgenland mit 60 von 61 abgegebenen Stimmen zum Spitzenkandidaten der Grünen für die Landtagswahl 2010 gewählt.
Bei den Wahlen am 30. Mai 2010 erlitten die Grünen Stimmverluste von 1,1 Prozent und verloren ein Mandat. Michel Reimon zog somit als nunmehr einziger grüner Abgeordneter in den burgenländischen Landtag ein.
Am 1. Februar 2012 hat Reimon auf seinem Blog seinen Roman #Incommunicado als DRM-freies, creative commons lizenziertes E-Book gratis veröffentlicht. 2016 veröffentlichte Fabian Neidhardt mit Hilfe einer Crowdfundingkampagne ein ungekürztes, ebenso unter Creative Commons lizenziertes Hörbuch.
Bei der Europawahl in Österreich 2014 trat Michel Reimon für die österreichischen Grünen auf Listenplatz 2 an und errang ein Mandat. Im Europäischen Parlament war er Mitglied der Fraktion Die Grünen/Europäische Freie Allianz.
Reimon verzichtete aus persönlichen Gründen auf eine erneute Kandidatur bei der Europawahl in Österreich 2019 und schied somit zum 1. Juli 2019 aus dem Europäischen Parlament aus. Bei der Nationalratswahl in Österreich 2019 kandidierte Reimon auf dem vierten Platz der Bundesliste der Grünen. Am 23. Oktober 2019 wurde er im Nationalrat als Abgeordneter angelobt. Im November 2023 gab Reimon bekannt, nicht mehr für die EU-Wahl 2024 zu kandidieren, was er mit der Haltung seiner Partei zum Nahostkonflikt und der Absage des Bundeskongresses im Dezember 2023 begründete.

### Reise in den Nordirak als EU-Parlamentarier
Bekanntheit über die österreichischen Landesgrenzen hinaus erlangte Reimon schon kurz nach seinem Einzug ins Europäische Parlament, als er im Sommer 2014 den Nordirak besuchte und das Leid der Jesiden dokumentierte: Reimon begleitete einen Hilfsflug zu den Jesiden, von denen Tausende auf dem Berg Sindschar von der Terrormiliz Islamischer Staat (IS) eingekesselt waren. Seine diesbezüglichen Videos und Blogbeiträge wurden von zahlreichen Medien aufgegriffen.

### TV-Stellungnahme zur Flüchtlingskrise
Aufsehen erregte Reimon in der ORF-Sendung Im Zentrum am 6. September 2015, in der er die ungarische Regierung – in Anwesenheit von Gergely Pröhle, dem Staatssekretär der ungarischen Regierung – massiv kritisierte: „Sie widersetzen sich gegen jede gemeinsame europäische Lösung“. In Ungarn besteht eine Anerkennungsquote von nur 9 % im Vergleich zu rund 40 % in Deutschland und Österreich. Er schilderte einen Vorfall, in welchem Flüchtlinge mit dem Versprechen der Weiterfahrt nach Westen in einen Zug gelockt worden sein sollen, nach dreißig Kilometer jedoch gestoppt worden und für eine Propaganda-Aktion aus dem Zug gezwungen, umringt von Polizisten am Bahnhof, gefilmt und derart missbraucht worden seien. Weiters kritisierte er die Europäische Union, weil sie eine „brutale Abwehrpolitik“ betreibe – sei es durch den Stacheldraht an der Südgrenze Ungarns, sei es durch Kriegsschiffe im Mittelmeer. Der Grund könne nur sein: Rassismus oder dass „wir das Geld nicht ausgeben wollen“, einen Bruchteil der Kosten für die Bankenrettungen.

## Auszeichnungen
- 2023 Großes Goldenes Ehrenzeichen für Verdienste um die Republik Österreich[14]